# Oseči

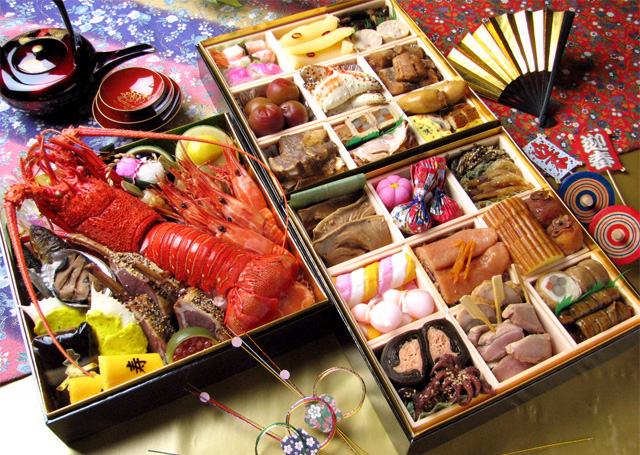
Oseči v třípatrové krabičce

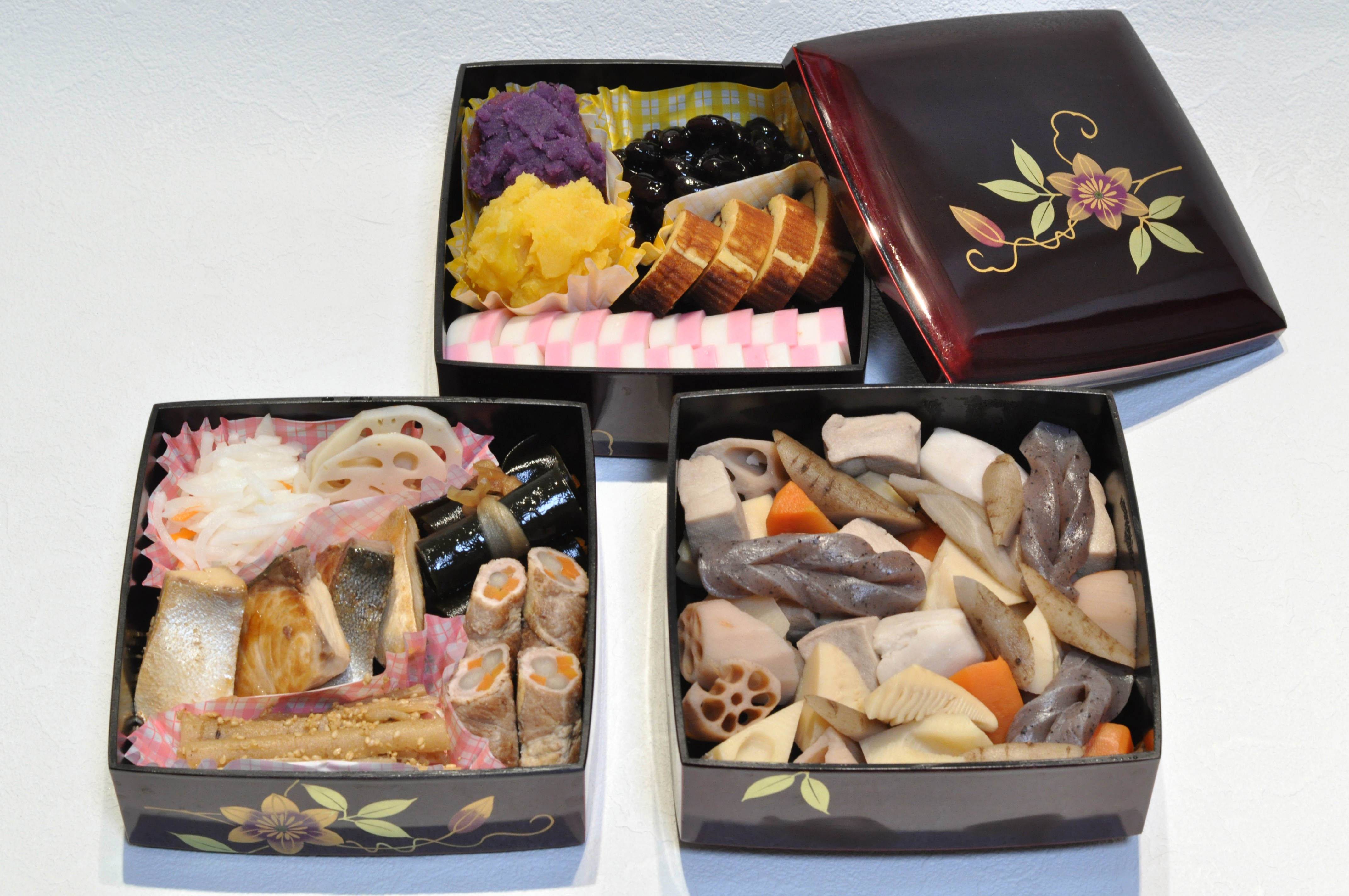
Jednoduché oseči

Oseči-rjóri (御節料理, お節料理 nebo おせち) jsou tradiční japonské novoroční pokrmy. Počátky tradice lze vysledovat do období Heian (794–1185). Oseči je servírováno v snadno rozpoznatelných krabičkách zvaných džúbako (重箱), připomínajících krabičky bentó. Stejně jako bentó jsou i džúbako před použitím a po něm uchovávány ve stozích

## Příklady pokrmů obsažených v oseči
Každý z pokrmů, z nichž oseči sestává, má pro oslavy nového roku symbolický význam. Například:
- Daidai (橙, だいだい), hořký pomeranč. Daidai, psáno homofonními kandži jako 代 々, znamená „z generace na generaci“. Obdobně jako níže uvedené kazunoko symbolizuje přání mít v novém roce děti.
- Datemaki (伊達巻, 伊達巻き nebo だてまき), smotaná sladká omeleta smíchaná s rybí pastou nebo rozmačkanými krevetami. Symbolizuje přání mnoha příznivých dnů. Za příznivých dnů (晴れの日, hare-no-hi) Japonci tradičně nosí slavnostní oděvy jakožto součást sváteční nálady. Jedním z významů spojených s druhým kandži je „styl“, tento význam je odvozen od proslulých oděvů samurajů z domény klanu Date.
- Kamaboko (蒲鉾, かまぼこ), pečený rybí koláč. Plátky červených a bílých kamaboko jsou tradičně uspořádány ve střídajících se řadách nebo ve vzoru. Barvou a tvarem připomínají japonské vycházející slunce a symbolizují slavnosti.
- Kazunoko (数の子, かずのこ), jikry sledě. Kazu znamená „množství“ a ko znamená „dítě“. Symbolizuje přání být v novém roce obdařeni mnoha dětmi.
- Konbu (昆布), druh mořské řasy. Název je spojen se slovem jorokobu, znamenajícím „radost“.
- Kuro-mame (黒豆, くろまめ), černá sója. Mame také znamená „zdraví“, kuro-mame do nového roku symbolizují přání zdraví.
- Kohaku-namasu (紅白なます), doslova „červenobílý zeleninový kuai“, je kuai vyrobený z daikonu a mrkve nakrájených na tenké proužky a naložených ve slazeném octu s příchutí juzu.
- Tai (鯛, たい), pražman japonský. Slovo tai je spojováno se slovem medetai, znamenajícím „příznivý“, „radostný“.
- Tazukuri (田作り), sušené sardinky vařené v sójové omáčce. Doslovný význam kandži ve slově tazukuri je „tvůrce rýžových polí“, protože ryby byly v minulosti používány k hnojení rýžových polí. Symbolizuje je bohatou sklizeň.
- Zóni (雑煮), polévka z rýžových koláčků moči v čirém vývaru (ve východním Japonsku) nebo vývaru miso (v západním Japonsku).
- Ebi (海老, えび), zapečené krevety vařené se saké a sójovou omáčkou. Symbolizují dlouhý plnovous a shrbená záda – přání dlouhověkosti.
- Nišiki tamago (錦卵/二色玉子), vaječná roláda; vejce je před vařením odděleno, žloutek symbolizuje zlato a bílek stříbro, společně symbolizují bohatství a štěstí.

## Historie
Termín oseči byl původně používán pro o-seči – sezónu nebo významné období. Nový rok byl jedním z pěti sezónních festivalů na císařském dvoře v Kjótu. Zvyk oslavovat určité dny byl do Japonska uveden z Číny.
Během prvních tří dnů Nového roku bylo původně tabu používat ohniště a vařit jakékoli jídlo, kromě zóni. Oseči bylo zhotoveno na konci předchozího roku, protože na nový rok ženy nevařily.
V nejranějších dobách se oseči skládalo pouze z nimona – vařené zeleniny se sójovou omáčkou a cukrem nebo mirinem. V průběhu generací získaly pokrmy obsažené v oseči na rozmanitosti. Dnes může oseči odkazovat na jakékoli jídlo připravené speciálně pro Nový rok a některá zahraniční jídla byla přijata jako „westernizované oseči“ (西洋お節 seijó-oseči) nebo „oseči v korejském stylu“ (朝鮮のお節 čósen no oseči). A zatímco tradičně bylo oseči připravováno doma, v současnosti ho lze ve specializovaných obchodech, v obchodech s potravinami i v samoosluhách (např. v 7-Eleven) zakoupit hotové.
Zejména v domácnostech, které si stále připravují své vlastní oseči, se na Silvestra konzumuje toši-koši soba (年越し蕎麦). Název tohoto druhu soby doslova znamená „soba překračující roky“. Ačkoli jí může být přisuzována určitá symbolika (např. dlouhý život, zdraví a energie do nadcházejícího roku), lze tuto tradici považovat za do značné míry pragmatickou: tradiční manželka, zaneprázdněná vařením na několik dní dopředu, by pravděpodobně raději připravila něco jednoduchého pro okamžitou konzumaci. Podle mnoha Japonců nosí smůlu toši-koši sobu nedojíst.